# Nagydenk
Nagydenk románul: Dâncu Mare, település Romániában, Erdélyben, Hunyad megyében.

## Fekvése
Vajdahunyadtól keletre, Szászvárostól délnyugatra, Alsóvárosvíz és Gird közt fekvő település.

## Története
Nagydenk, Denk  nevét 1405-ben emlírették először egy oklevélben Denk néven, mint Déva várhoz tartozó települést. 1421-ben Denk, 1441-ben p. Nagdengh, 1458-ban, 1501-ben p. Naghdeng, Kysdeng,
Marthondeng, 1750-ben Dink, 1808-ban Denk (Nagy-), 1861-ben Nagy-Denk, 1888-ban Nagy-Denk (Dinku
mare), 1913-ban Nagydenk néven írták.
1405-ig 3 Denk nevű település: Naghdeng, Kysdeng, Marthondeng volt, mindhárom Déva vár tartozéka volt, ekkor kapta Zsigmond királytól Sztrigyi Péter erdélyi alvajda.
1421-ben a 3 Denk 2/3 része a Somkerékeiek (Somkereki Erdélyiek) birtokába került, de a Rápoltiak, Barcsaiak is birtokoltak
itt.
1441-ben Somkeréki Erdélyi Miklós és István Nagydengen levő birtokukat rokonuknak, a Lozsádon lakó
Kónya Márknak és Erzsébet nevű leányának adják, hű szolgálatuk jutalmául.
1460-ban Nagdenk, Kysdenk, Marthondenk és Bencenc
birtokbeli részét 100 arany forintban zálogba adja Barcsai Jánosnak és  1453-ban testvérének Tamásnak is
1463-ban Botha kenezius de Denk  az Erdélyieké, Johannes kenezius de Alsodenk, Doboka kenezius de Martondenk pedig a Sztrigyieké volt.
1509-beb Pethrach kenesius de Naghdengként említették egy oklevélben.
A trianoni békeszerződés előtt Hunyad vármegye Szászvárosi járásához tartozott.
1910-ben 843 lakosából 8 magyar, 835 román volt, melyből 833 görögkeleti ortodox volt.

## Források

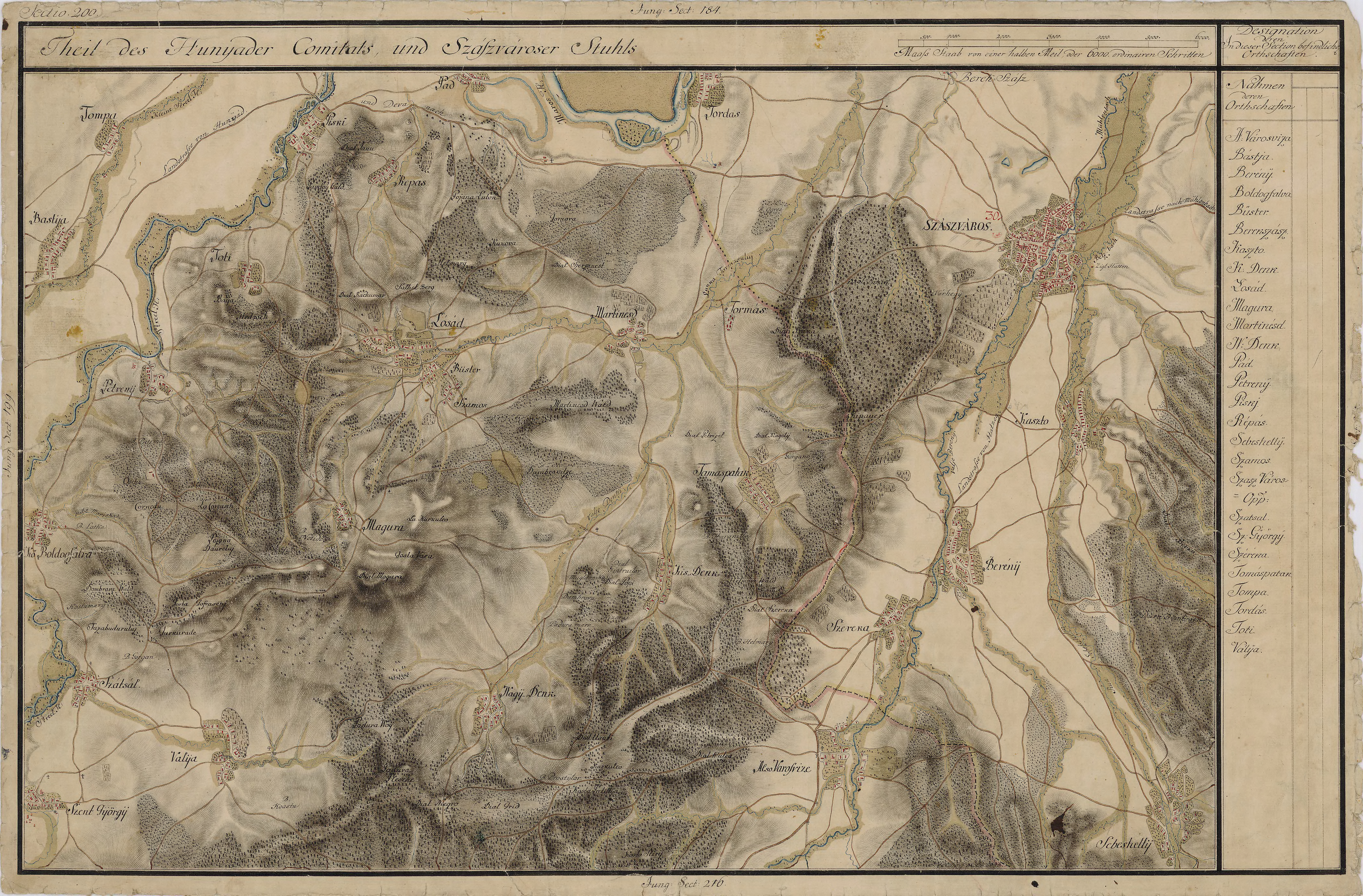
Denk, Nagydenk egy régi térképen